# Horizonte (revista)
Horitzó va ser una revista del moviment ultraista que es va editar a Madrid entre 1922 i novembre de 1923 i va publicar cinc números.
Juntament amb altres revistes com Cervantes, Grecia, Ultra, va constituir el vehicle de les avantguardes literàries espanyoles, que van rebre el nom d'ultraisme, i va ser l'última de les quals van servir per a l'expressió d'aquest moviment, encara que Alberti va considerar que amb la publicació Horizonte l'ultraisme ja era un corrent passat.
Va ser fundada per Pedro Garfias, José Rivas Panedas i Juan Chabás amb ajuda en la inversió econòmica d'altres amics, entre els quals cal esmentar a Luis Buñuel —que també va publicar proses poètiques en els números 2 («Instrumentación», 30 de novembre de 1922) i 4 («Suburbios», gener de 1923)— i Rafael Sánchez Ventura.
Els seus directors de l'àmbit literari van ser Pedro Garfias i José Rivas Panedas, i del plàstic Wladislaw Jahl, pintor polonès.
A més de textos ultraístas, la revista va acollir altres propostes literàries, incloent no solament obres de joves poetes (Adriano del Valle, Jorge Guillén, Dámaso Alonso, José Bergamín, Gerardo Diego, Eugenio Montes, Federico García Lorca, Rafael Alberti, que formarien més tard el grup conegut com a Generació del 27), sinó també d'altres escriptors ja consagrats, com Ramón Gómez de la Serna —amb presència en tots els nombres de la publicació—, Eugeni d'Ors, Antonio Machado o Juan Ramón Jiménez. Pedro Garfias, en 1934, considerava que va conjuminar «dues generacions líriques». En el camp de la il·lustració van col·laborar, a més de Jahl, Rafael Barradas, Norah Borges, Benjamín Palencia o José María Ucelay.